# Історико-краєзнавчий музей Поділля
Історико-краєзнавчий музей Поділля – один  із найстаріших музеїв Вінницької області є Комунальний заклад Могилів.  Це  культурно-освітній та науково-дослідний заклад, призначений для вивчення, збереження та використання пам’яток природи, матеріальної й духовної культури, залучення громадян до надбань національної й світової історико-культурної спадщини. Музейна діяльність спрямована на виявлення, збереження, вивчення і використання пам’яток природи, предметів матеріальної й духовної культури.

## Історія
Могилів-Подільський краєзнавчий музей розміщує свою експозицію в колишньому будинку купця Гальперіна, зведеному в 1905 році в стилі модерн.
Поділля, яке знаходиться в Україні, має багату історію, пов'язану з різними етнічними групами та культурними традиціями. У музеї ви зможете побачити експонати, що відображають життя та розвиток регіону протягом різних історичних періодів.

## Опис
Основу колекції складають картини з колекції Григорія Бронштейна (українські, російські та грузинські автори), а також колекція мінералів Володимира Афанасьєва, зібраних на території СРСР (1267 зразків), зразки меблів початку XX сторіччя.
Великий інтерес становлять зібрання археологічних знахідок, нумізматики, фалеристики та зброї XVII-XIX століть. Зокрема, сарматський котел VI століття до нашої ери, унікальні знаряддя побуту Трипільської культури, колекція зброї періоду XVI-XVIII століть, козацькі стріли та турецька нарізна рушниця, зброя та спорядження періоду Другої світової війни.   
У музеї  знаходяться надзвичайно багато історико-культурних пам'яток України. Тут представлені археологічні знахідки, етнографічні колекції, а також виставки, присвячені подільській природі та відомим особистостям, які народилися або мали відношення до цього регіону. Музей може стати важливим джерелом знань для тих, хто цікавиться історією та культурою Поділля.